# Saladillo (partido)
Saladillo (Partido de Saladillo) is een partido in de Argentijnse provincie Buenos Aires. Het bestuurlijke gebied telt 29.600 inwoners. Tussen 1991 en 2001 steeg het inwoneraantal met 12,98 %.

## Plaatsen in partido Saladillo
- Álvarez de Toledo
- Cazón
- Del Carril
- El Mangrullo
- Emiliano Reynoso
- Esther
- Gobernador Ortíz de Rosas
- José R. Sojo
- Juan José Blaquier
- Juan José Blaquier
- La Barrancosa
- La Campana
- La Margarita
- La Mascota
- La Razón
- Polvaderas
- Saladillo
- Saladillo Norte
- San Benito
- San Blas